# 1996 في كندا
فيما يلي قوائم الأحداث التي وقعت خلال عام 1996 في كندا.

## أحداث
- 9 سبتمبر – التنانين المرحة

## سياسة

### تعيين في المنصب
- 25 مارس – ستيفان ديون عضو مجلس العموم الكندي، رئيس مجلس الملكة الخاص بكندا [الإنجليزية]‏.

### انتهاء فترة المنصب
- 24 يناير – بول مارتن Minister responsible for the Economic Development Agency of Canada for the Regions of Quebec [الإنجليزية]‏.

## رياضة
- 16 يونيو – جائزة كندا الكبرى 1996 الفائز دامون هيل.

## ظهور
- 1 يناير – صم 41

## برامج ومسلسلات وأنمي
- ماكلاود

## مواليد

### يناير
- 22 يناير – ديلون بروكس لاعب كرة سلة كندي.

### فبراير
- 22 فبراير – كيا نيرس لاعبة كرة سلة كندية.

### يوليو
- 11 يوليو – أليسيا كارا مغنية كندية.

### أغسطس
- 7 أغسطس – ليام جيمس ممثل كندي.

## وفيات

### يناير
- 1 يناير – هيلين لوكاس (مواليد 1931) رسامة وكاتبة كندية.

### مايو
- 9 مايو – غوستاف جينجراس (مواليد 1918) طبيب كندي.

### أكتوبر
- 11 أكتوبر – ويليام فيكري (مواليد 1914) اقتصادي من الولايات المتحدة الأمريكية.

### نوفمبر
- 9 نوفمبر – جو غيز (مواليد 1945) سياسي كندي.